# یک دختر در یک میلیون
یک دختر در یک میلیون (انگلیسی: A Girl in a Million) یک فیلم در سبک کمدی به کارگردانی فرانسیس سرل است که در سال ۱۹۴۶ منتشر شد. از بازیگران آن می‌توان به هیو ویلیامز، نانتون وین و جوآن گرینوود اشاره کرد.